# Starchild (label)
Starchild (スターチャイルド, Sutāchairudo) was een Japanese platenlabel binnen het bedrijf King Records die voornamelijk te maken hadden met anime, stemacteurs, live-actionfilms en drama's van 1981 tot 2016. De officiële naam was Starchild Records (スターチャイルドレコード, Sutāchairudo Rekōdo). De bijnaam van het label in het Japans was スタチャ (Sutacha). Als een intern merk van King Records oefende het een sterke invloed uit op fans met behulp van populaire zangers en stemacteurs zoals Megumi Hayashibara en Nana Mizuki.